# Lista de membros da Royal Society eleitos em 1708
Esta é uma lista de Membros da Royal Society eleitos em 1708.

## Fellows
- Charles Nicholas Ayres (fl. 1708)
- Robert Balle (m. 1733)
- John Bridges (1666 - 1724)
- Francesco Cornaro (1670 - 1734)
- William Fellowes (fl. 1708)
- Richard Foley (1681 - 1732)
- Thomas Grey (1654 - 1720)
- David Hamilton (1663 - 1721)
- Archibold Hutcheson (ca. 1660 - 1740)
- Jean Rodolphe Lavater (fl. 1704 - 1716)
- Edward Lawrence (m. 1725)
- Edward Lhuyd (1660 - 1709)
- George Markham (1666 - 1736)
- Thomas Milles (1671 - 1740)
- Benjamin Pratt (m. 1715)
- Philip Stanhope (1633 - 1713)
- Richard Tighe (1678 - 1736)
- Michelangelo Tilli (1655 - 1740)
- Thomas Sedgwick Whalley (fl. 1708)
- Thomas Woodford (m. 1759)